# Brian Greig

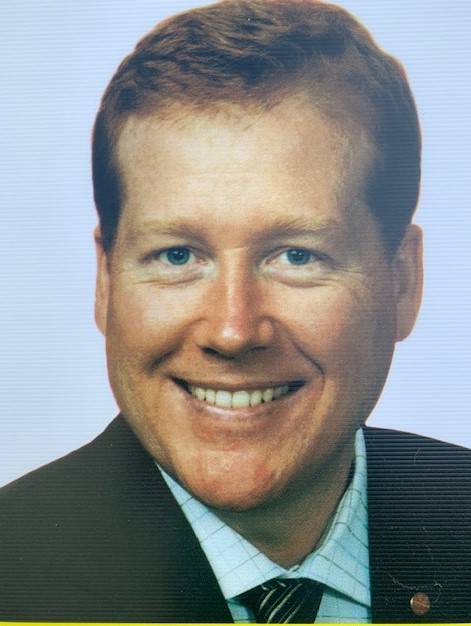
Brian Greig (2021)

Brian Greig (* 22. Februar 1966 in Fremantle, Western Australia) ist ein australischer Politiker der Australian Democrats.

## Leben
Nach seiner Schulzeit studierte Greig an der Murdoch University. Während seines Politikstudiums engagierte er sich für verschiedene Politiker und trat den Australian Democrats als Mitglied bei. Greig war vom 1. Juli 1999 bis 30. Juni 2005 Senator im Australischen Senat für den Bundesstaat Western Australia. Er verlor seinen Sitz als Senator bei den Wahlen 2004 an Rachel Siewert. Greig ist offen homosexuell.

## Preise und Auszeichnungen (Auswahl)
- 2011: Medal of the Order of Australia[2]